# Služebnice Nejsvětějšího Srdce Ježíšova umírajícího
Služebnice Nejsvětějšího Srdce Ježíšova umírajícího (italsky: Ancelle del Sacro Cuore di Gesù agonizzante) je ženská řeholní kongregace, jejíž zkratkou je A.S.C.G.A.

## Historie
Kongregace byla založena 17. října 1888 v Lugu monsignorem Marcem Morellim a Margheritou Ricci Curbastro.
Zpočátku se řádové sestry věnovaly výchově osiřelých a opuštěných dívek a jejich zařazení do pracovního života. Brzy rozšířily svoji působnost ve Florencii a Forlì. Během první světové války byly zvláště aktivní v pomoci uprchlíkům a válečným sirotkům.
Dne 30. listopadu 1931 kongregace získala od Svatého stolce decretum laudis.

## Aktivita a šíření
Věnují především křesťanské výchově a výchově mládeže obecně.
Jsou přítomny v Itálii, Brazílii, Kolumbii, na Filipínách, v Togu, Beninu a Indonésii; generální kurie se nachází v Římě.
K roku 2008 měla 190 sester ve 28 domech.